# Aralia stellata
Aralia stellata là một loài thực vật có hoa trong Họ Cuồng. Loài này được (King) J.Wen mô tả khoa học đầu tiên năm 2002.